# FOX8
FOX8 est une chaîne de télévision australienne. Elle est diffusée sur le câble et sur les principaux bouquets satellites du pays : on peut ainsi y accéder depuis les bouquets Foxtel, Austar et Optus. Fox8 serait l'une des chaînes de télévision les plus regardées en Australie.
Lors de son lancement le 23 octobre 1995, cette chaîne appartenant à une filiale du groupe américain Fox porte le nom de « Fox Television ». Du fait de son appartenance au groupe américain, elle reprend bon nombre de productions de la maison-mère telles que les séries Les Simpson, Futurama ou Les Griffin.
Une version baptisée Fox8+2 reprend les programmes de la chaîne avec deux heures de décalage, permettant ainsi aux téléspectateurs de la côte ouest de regarder les émissions à la même heure que sur la côte est.